# 阿倫二世
阿倫·本·班哲明（Aaron II；？—？），十世紀可薩汗國國王。
根據一些猶太人的紀錄，阿倫二世統治時期阿蘭人曾與拜占廷聯攻可薩汗國，後來在烏古斯人僱傭兵的幫助下，活捉阿蘭國王，後來赦免他並要他宣誓效忠，並要他把女兒嫁給兒子約瑟夫，這場戰爭大致發生在羅曼努斯一世時代(920年代早期)。